# Sylvan Ebanks-Blake
Sylvan Augustus Ebanks-Blake (sinh ngày 29 tháng 3 năm 1986) là một cựu cầu thủ bóng đá chuyên nghiệp người Anh từng thi đấu ở vị trí tiền đạo.

## Danh hiệu
Wolverhampton Wanderers
- Football League Championship: 2008–09

Cá nhân
- Cầu thủ xuất sắc nhất năm của đội dự bị Denzil Haroun: 2004–05 [2]
- Cầu thủ xuất sắc nhất tháng của Football League Championship: Tháng 3 năm 2008[3]
- Chiếc giày vàng Football League Championship: 2007–08, 2008–09[4]
- PFA Team of the Year: 2008–09[5]
- Cầu thủ xuất sắc nhất năm Football League Championship: 2008–09[6]
- Bàn thắng của năm Football League: 2008–09[6]